# Granatspitze
Die Granatspitze ist ein 3086 m ü. A. hoher und namensgebender Gipfel der Granatspitzgruppe in den Hohen Tauern. Dies, obwohl einige Gipfel dieser Gruppe den Berg an Höhe übertreffen, so auch der weniger als einen Kilometer nördlich liegende und zwei Meter höhere Stubacher Sonnblick. Im Gegensatz zu diesem vielbestiegenen Nachbarn wird die Granatspitze aufgrund der höheren Schwierigkeit etwas seltener besucht. Der steile Gipfelaufbau des formschönen Gipfels besteht aus Granit.

## Anstiege

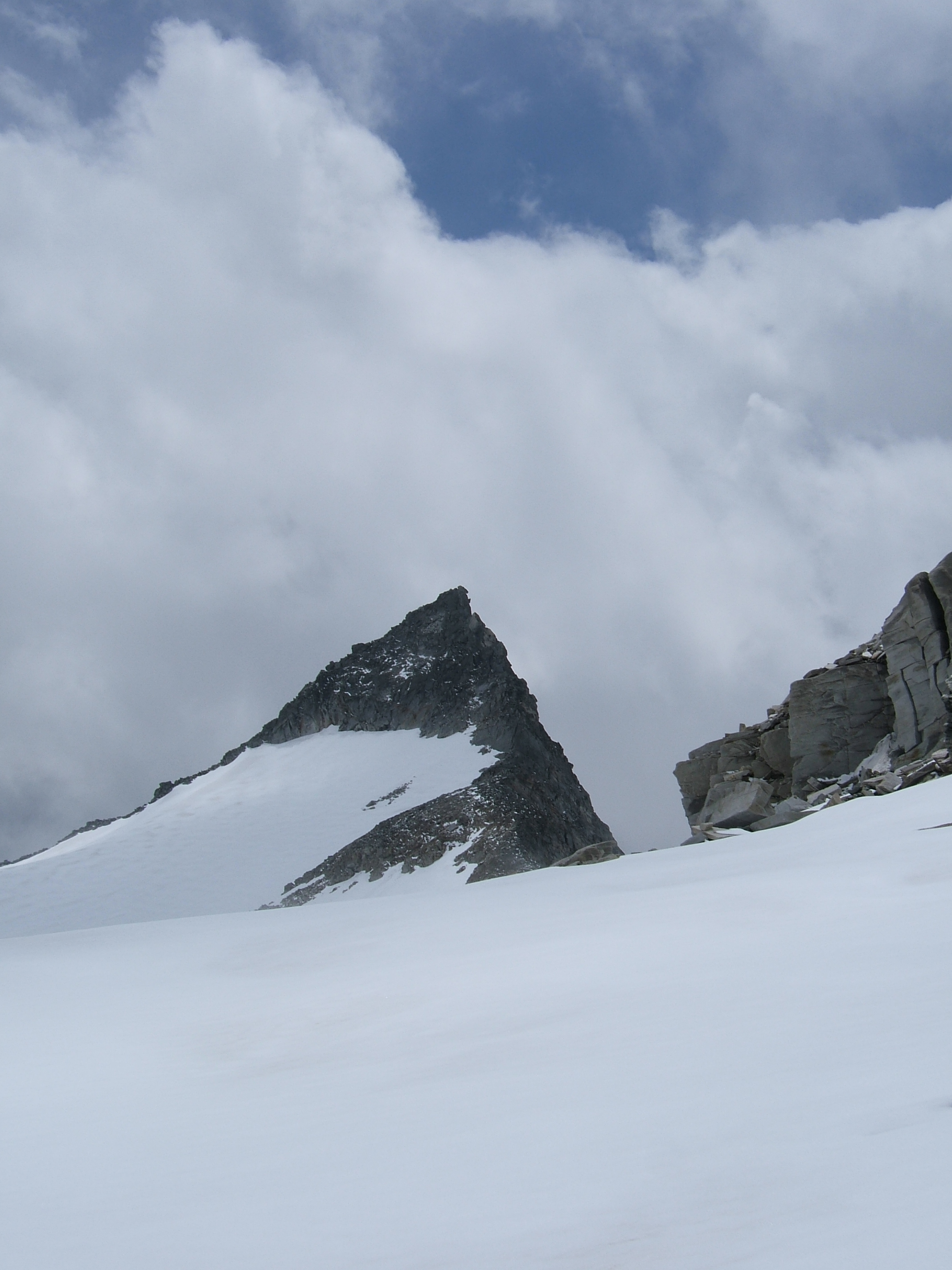
Granatspitze von Norden, aus der Ostflanke des Stubacher Sonnblick

Der leichteste Anstieg führt von der Rudolfshütte zunächst westwärts Richtung Granatscharte, vor dieser südlich hinauf zum Ostgrat und über diesen in insgesamt etwa 3 Stunden zum Gipfel (II-). Eine weitere Anstiegsmöglichkeit bietet der einige Grattürme aufweisende Nordgrat, der aber schwieriger ist (II-). Insbesondere von der Osttiroler Seite ist auch der Südgrat eine Alternative. Dieser kann von der Karl-Fürst-Hütte, einer Notunterkunft westlich des Stubacher Sonnblicks, über das einige problematische Gletscherspalten aufweisende Prägratkees an der Unteren Keeswinkelscharte erreicht werden (II-).